# Vådbundsarboretet
Vådbundsarboretet (Arboretum paludosum) er et 14 hektar stort  arboret, der specialiserer sig i træer og buske, der fortrinsvis vokser, eller kan trives, på fugtig og våd bund i alle jordens tempererede egne.  Arboretet ligger i det sydlige Silkeborg lige syd for ferskvandscenteret AQUA  i området ned mod Vejlsø og Brassø, og over til Remstrup Å.
Arboretet åbnede i 1991 på et område stillet til rådighed af Silkeborg Kommune. 
Der er udplantet  over 4.500 planter, fordelt på  mere end 400 plantepartier.
Ca. 50 arboreter rundt i verden har assisteret med at fremskaffe frø, som hovedsageligt (90 %) er indsamlet i de verdensdele man prøver at fremvise.